# Brăila Mall
European Retail Park Brăila (prescurtat: ERP Brăila) este un parc comercial din România.
A fost dezvoltat de compania belgiană BelRom, printr-o investiție de 60 milioane de euro
și a fost inaugurat în mai 2008.
În septembrie 2009 a fost preluat de fondul de investiții New Europe Property Investments (NEPI) într-o tranzacție de 63 milioane de euro.
Are o suprafață închiriabilă de 60.000 de metri pătrați, o parcare cu 1.258 de locuri și este situat în satul Vărsătura de lângă Brăila.
Complexul comercial este proiectat pentru a deservi un număr de 1 milion de locuitori din șase județe (Brăila, Galați, Ialomița, Buzău, Vrancea și Tulcea).
Principalele componente ale centrului comercial sunt Promenada Mall Brăila și magazinele Altex, Carrefour și Brico Dépôt.

## Promenada Mall Brăila
Principalii chiriași ai mallului sunt Sprider, New Yorker, Deichmann, DM, Hervis, Takko, Cropptown, Reserved, Nissa și Orsay.
Zona de food&cafe: KFC, Quasi Pronti, Betty Ice, Zvon Café, Bistro, Gauffre, Domino.